# Falketind-hegy
A Falketind-hegy egy hegy Norvégiában a Jotunheimen-hegység területén, Årdal település közelében Sogn og Fjordane megyében. A hegy az Utladalen Tájképvédelmi Terület részét képezi. A hegy 7 kilométernyire található a régi hegyi földbirtok Vettismorkitól és 7,5 kilométernyire északnyugatra a Tyin-tótól. 1820-as meghódítása az első alpesi hegymászás volt Norvégiában. A hegymászók csoportjába tartozott Baltazar Mathias Keilhau és Christian Peder Bianco Boeck is, akik Snøggeken (Falkbreen) felől az északi részen keresztül mászták meg. Ebben az időben még a hegyet Koldedalstindennek hívták, de Aasmund Olavsson Vinje átnevezte Falketindre mintegy tizenöt évvel később. Az első hegymászó expedíciót nevezik a "Jotunheimen felfedezésének", norvégül: Jotunheimens oppdagelse). ).

## Nevének jelentése
A „Falke” előtag a sólyom jelentéssel bír, míg a tind utótag jelentése hegycsúcs, tehát a Falketind jelentése Sólyom hegycsúcs. 

## Fordítás
Ez a szócikk részben vagy egészben  a   Falketind című angol Wikipédia-szócikk ezen változatának fordításán alapul.  Az eredeti cikk szerkesztőit annak laptörténete sorolja fel. Ez a jelzés csupán a megfogalmazás eredetét és a szerzői jogokat jelzi, nem szolgál a cikkben szereplő információk forrásmegjelöléseként.